# Шадрина, Наталья Борисовна
Наталья Борисовна Шадрина (род. 21 апреля 1990, с. Гусиное Озеро, Бурятия, РСФСР, СССР) — российский и сербский боксёр-любитель, выступающий в лёгкой весовой категории. Мастер спорта России международного класса (2018), член сборной Сербии по боксу в 2020-х годах; участница Олимпийских игр 2024 года; чемпионка Европы (2024), бронзовый призёр чемпионата мира 2025 года, серебряный призёр Европейских игр (2023), чемпионка России (2014), многократный серебряный призёр чемпионата России (2011, 2013, 2015, 2016, 2017, 2018) и бронзовый призёр чемпионата России (2012, 2019), многократная победительница и призёр международных и национального турниров в любителях.

## Биография
Родилась 21 апреля 1990 года в поселке Гусиное Озеро, в Республике Бурятия, в РСФСР, в СССР.
Затем долгое время проживала в Улан-Удэ — в столице и крупнейшем городе Бурятии.
С апреля 2021 года стала натурализованным гражданином Сербии и на соревнованиях представляет сборную Сербии по боксу.

## Любительская карьера
Наталья с детства занималась практически всеми игровыми видами спорта: баскетболом, волейболом, теннисом, даже футболом. В бокс пришла уже совсем взрослой, почти в 18-ть лет. Сегодня тренируется в Центре спортивной подготовки Республики Бурятия под руководством Бато-Мунко Ванкеева.
В 2009 году Наталья впервые успешно выступила на первенстве Сибирского федерального округа, завоевав первое место.
В 2010 году стала второй на Кубке России.
В 2011 году завоевала серебряную медаль взрослого чемпионата России среди женщин, и вошла в состав женской сборной России по боксу.
Она является многократным серебряным призёром чемпионата России — 2011, 2013, 2015, 2016, 2017, 2018 годов, где она в финалах как правило проигрывала Анастасии Беляковой или Дарье Абрамовой — которые являлись её основными конкурентами в женской сборной России по боксу.
И также является двукратным бронзовым призёром чемпионата России — 2012 и 2019 годов.
В марте 2012 году она получила спортивное звание «Мастера спорта России по боксу».
А в мае 2012 года она стала победительницей международного турнира «Олимпийские надежды», который проходил в Челябинске, где в финале она встретилась с Викторией Искандаровой из Еврейской автономной области и смогла победить соперницу со счетом 3:0.
И в октябре 2012 года стала бронзовым призёром чемпионата России в категории до 60 кг.
В ноябре 2014 года она стала чемпионкой России на чемпионате среди женщин проходившем в Анапе, где она в финале победила Айзанат Гаджиеву.
В 2015 году она стала победительницей IV международного турнира по женскому боксу «Кубок Наций» в Суботице (Сербия).
В апреле 2018 года она получила спортивное звание «Мастера спорта России международного класса по боксу».
В июне 2019 года она стала победительницей II-го международного турнира по боксу «Евпаториада» в Салониках (Греция).
В октябре 2019 года стала четвертьфиналисткой на чемпионате мира в Улан-Удэ (Россия), в весовой категории до 60 кг, где она в четвертьфинале — в конкурентном бою по очкам (2:3) спорно проиграла опытной бразильянке Беатрис Ясмин Феррейре, до этого раунда соревнований победив таких опытных боксёрш как: колумбийку Джульету Дайану Кордеро, индуску Лаишраму Сариту Деви и алжирку Иману Хелифу.
А в декабре 2019 года она завоевала золото престижного международного турнира «ХVII Кубок мира нефтяных стран памяти Героя Соцтруда Ф. К. Салманова» в городе Белоярский (ХМАО-Югра), в весе до 60 кг, в финал по очкам со счётом 5:0 победив боксёршу из Таджикистана Шоиру Зулкайнарову.

### Выступления за сборную Сербии
В мае 2022 года вновь стала четвертьфиналисткой на чемпионате мира среди женщин в Стамбул (Турция), в весовой категории до 60 кг, где она в четвертьфинале по очкам (0:5) вновь проиграла бразильянке Беатрис Ясмин Феррейре.
В марте 2023 года участвовала на чемпионате мира среди женщин в Нью-Дели (Индия), в весовой категории до 60 кг, где она в 1/16 финала соревнований по очкам (5:0) победила гречанку Ольгу Пападату, но в 1/8 финала по очкам раздельным решением судей (2:5) проиграла казахстанской боксёрше Римме Волосенко.
В начале июля 2023 года стала серебряным призёром на III-х Европейских играх в Кракове (Польша), в весе до 60 кг, и завоевала лицензию на Олимпийские игры 2024 года. Где она в 1/8 финала по очкам единогласным решением судей (5:0) победила опытную итальянку Алессию Месиано, в четвертьфинале по очкам единогласным решением судей (5:0) победила хорватку Сару Берам, в полуфинале по очкам раздельным решением судей (4:1) победила турчанку Гизему Озер, но в финале по очкам единогласным решением судей (0:5) проиграла опытной ирландке Келли Харрингтон.